# Miroslav Bojčeski
Miroslav Bojčeski [ˈmirɔsɫaf ˈbɔjtʃɛski] (kyrill. Мирослав Бојчески; * 30. Dezember 1968 in Skopje, SR Mazedonien) ist ein ehemaliger mazedonisch-österreichischer Fußballspieler und heutiger -trainer.

## Karriere

### Spieler
Bojčeski begann seine Profi-Karriere in seiner Heimat Mazedonien bei Vardar Skopje. Dort absolvierte er in der Saison 1995/96 zwei Partien in der 1. Runde des UEFA-Pokals gegen Girondins Bordeaux. Anschließend war er für Makedonija Skopje aktiv. Im Sommer 1998 wechselte er zum weiter österreichischen Zweitligisten SV Braunau. 2000 ging er nach Salzburg zum PSV. Danach zog es ihn zum SV Grödig, mit dem ihm der Durchmarsch in den Profifußball gelang. 2009 beendete er dann beim SV Friedburg seine aktive Laufbahn.

### Trainer
Bojčeski war schon 2005 als Spielertrainer in Grödig tätig, ehe er 2008 Cheftrainer des SV Austria Salzburg wurde. Im Dezember 2008 kehrte er nach Grödig zurück, wo er jedoch zu Saisonende entlassen wurde. 2012 wurde er Trainer des SV Seekirchen 1945. Von 2016 an trainierte er dann zwei Jahre den TSV Neumarkt und anschließend kurzzeitig den FC Hallein. Anfang Dezember 2018 wurde Bojčeski wieder Trainer des SV Grödig, er erhielt einen Vertrag bis Juni 2020.
Im Mai 2022 wurde Bojčeski als neuer Cheftrainer des Salzburgligisten FC Puch präsentiert und soll mit der Mannschaft in der Saison 2022/23 den Klassenerhalt schaffen. Nach durchwachsenen Leistungen in der Rückründe der Saison 2022/23 wurde Bojčeski mit sofortiger Wirkung freigestellt und ist somit aktuell vereinslos. Die starken Leistungen der Hinrunde reichten allerdings für den als Ziel erklärten Klassenerhalt des FC Puch.